# ラインダンス

## 概要
ラインダンス（Line Dance）とは、ダンスフロアに整列し、全員が一斉に同じステップを踏むダンス。主にカントリー・ミュージックやポップスなどの曲で踊られることが多いが、音楽ジャンルに特に限定は無い。
コレオグラファーや有名ダンスインストラクターなどが創作した振りをステップシートにおこし、それが各地のディスコやナイトクラブ、ホンキートンクなどでそれぞれ広められる。 カウントや曲ごとに振り付けが決まっていて全員がほぼ同じ振りをする。 いわば日本の“パラパラ”を腕ではなく足のステップを中心に行なうダンスと考えるとわかりやすい。 カウントやステップ、あて曲などに地域差があるが、エレクトリック スライド（Electric Slide）やトゥシュ プシュ（Tush Push）などは世界中どこでも通用する有名なステップである。 大抵の場合、DJが曲中のMCで「さぁ～っ　ホットなカウガールたちの為に次はヒップホップでいくぜっ！　次は"Men In Black"だっ！」というような感じに、次の曲のステップを予告する場合が多い。 1990年代に、ドワイト・ヨーカムの"Crazy Little Thing Called Love" のミュージック・ビデオとアパレルブランド GAPのテレビCMが影響してか、ラインダンスが一世をふうびし、カントリーに限らず ビートの効いたヒップホップやロックスタイルのステップも流行したが、現在はかなり下火になっている。 しかし最近では、hpがiPodのテレビCM にラインダンスを登場させたり、シャナイア・トゥエインの"I Ain't No Quitter" や、マドンナの"Don't Tell Me"、ジェシカ・シンプソンの"These Boots are Made for Walkin" などをはじめとする多くの最新カントリーやポップス・ダンス系のミュージック・ビデオの中でラインダンスを踊るシーンを盛んに盛り込むなど、「ラインダンス・ブームが再燃するのでは」とのうわさもある。 またカウボーイ・トロイ（Cowboy Troy）やアラン・ジャクソン（Alan Jackson）のように、MVの中で踊られているステップの“インストラクション動画（動画1）（動画2） ”を公開しているアーティストもいる。

## 日本でのラインダンス
日本ではポンキッキーズという番組で知名度を上げている。本番組の場合では、主に小中学生の女子は椅子を一列に並べた状態で、ポンキッキーズれていた曲や洋楽を流しながら座ったり立ったりしてラインダンスを行う形だった。それに加えて普通のダンスを混ぜて行う為に非常に難易度が高かったが、成功すると非常に見た目がよく、放送当時はこのダンスを学芸会や体育祭で取りあげる学校も多かった。
ちなみに衣装はチアガール・浴衣・パジャマ・制服・水着・作業着など、歌によって変更しているのも特徴で、衣装よって小道具も違っていた。例えば、制服の場合だったら本・大きな鉛筆・バケツを小道具として使い、パジャマの場合はオムレツが入ったフライパン（音楽は森高千里のロックン・オムレツ）。作業着は帽子、水着の場合は浮き輪やデッキブラシなどを巧みに使用し、ダンスに取り組まれていた。
現在でも、このダンスをする人も多い。
ただ、日本で言うラインダンスは、あくまでレビューショー等で大勢の踊り子が1列に並んで脚を上げたり等の動きをそろえて踊るダンスを意味する場合が多く、その場合、海外では「kickline」・「precision dance」と呼ばれているが、日本の場合は「kickline」の意味合いが強い。
「kickline」及び日本の「ラインダンス」は、一連のダンサーが足を目の高さまで同期させて空中に投げ出し、直線を形成するダンスで、ここでの難しさは、足を調和のとれた方法で上げて均一な印象を与えることだけでなく、立ち足と投球足を立て続けに切り替えるのに十分な速さで再び足を下げることでもある。
海外では、アメリカのニューヨークのラジオシティーのダンスグループ「ロケッツ(Rockettes)」とドイツのベルリンの「フリードリッヒシュタット パラスト(Friedrichstadt-Palast)」のアンサンブルが有名で、そのドイツでは「Gardetanz」と呼ばれるラインダンス風の踊りを踊っている学校もある。

## ラインダンスを踊る主な楽曲
- Cupid Shuffle（英語版） ／Cupid（英語版）
- ドント・テル・ミー（Don't Tell Me）／マドンナ (2000年)
- I Ain't No Quitter／シャナイア・トゥエイン (2005年)
- These Boots Are Made For Walkin'／ジェシカ・シンプソン (2005年)
- SUPER SHINE／EXILE (2008年)

## ラインダンスを踊る主な楽曲(kicklineの方)
それに似たような振付がある楽曲も含む。
- 東京ブギウギ／笠置シヅ子 (1948年)[6]
- 買物ブギー／笠置シヅ子 (1950年)[7]
- Mickey／松浦ゴリエ (2004年)
- Only today／AKB48 (2007年)
- 圧倒的なスタイル／Negicco (2008年)
- LALALA 幸せの歌／℃-ute (2008年)
- 未来へススメ!／ももいろクローバー (2009年)
- 美脚戦隊スレンダー／美脚戦隊スレンダー (2010年)[8]
- まじですかスカ!／モーニング娘。 (2011年)
- ピコッピクッピカッて恋してよ／でんぱ組.inc (2011年)
- 釣りガール／ORANCHE (2011年)[9]
- 親不孝ベイベー／恵比寿マスカッツ (2012年)
- シャムネコ／AKB48 (2013年)
- ナゾカラ／でんぱ組.inc (2013年)
- ENJOY!!ENJO(Y)!!／アップアップガールズ（仮） (2013年)
- マンマデイーヤ！／Chubbiness (2014年)[10]
- ドリームパレード／i☆Ris (2015年)
- オッパウイルス(오빠 바이러스)／7学年1班
- STAR☆ットしちゃうぜ春だしね／でんぱ組.inc (2016年)
- いっくよー！／チャラン・ポ・ランタン (2017年)[11]
- Girl*s Time／転校少女* (2018年)[12]
- 乗ってけ!ジャパリビート／どうぶつビスケッツ×PPP (2019年)
- Hopeful Days／小倉唯 (2019年)
- ビタミンME／BEYOOOOONDS (2021年)
- Go！Go！YELL ～キミ・イズ・ビューティフル～／LinQ (2022年)[13]
- 愛すべきべきHuman Life／アンジュルム (2022年)
- 幸せハッシン！フロムキッチン／クマリデパート (2022年)[14]
- 運命 CHACHACHACHA〜N／OCHA NORMA (2022年)
- ダイナナ／なないろ∞ミルキーウェイ (2023年)[15]